# دفتر الأستاذ
دفتر الأستاذ أو حساب الأستاذ، هو أحد الدفاتر المحاسبية الأساسية في النظام المحاسبي، وهو عبارة عن دفتر يخص الفترة المالية الواحدة فقط، أي يتم فتحه في بداية السنة المالية واقفاله في نهايتها، وهو عبارة عن دفتر يتم تخصيص صفحاته لكل حساب تتعامل فيه المنشأة المالية على حدة، بحيث يتم تخصيص صفحة لكل حساب يتم فتحها في بداية الفترة أو مع بداية ظهور الحساب ويتم اقفاله في نهاية الفترة المالية، وتتكون صفحات الدفتر والتي بدورها تكون صفحة الحساب من جدول له جانبين، جانب مدين وجانب دائن، ويعتبر المصدر الرئيس للمعلومات التي تدخل إلى صفحات دفتر الأستاذ قيود اليومية الموجودة بدفتر اليومية، ويسجل في دفتر العمليات التي تتم على كل حساب موجود بالدفتر يوما بيوم، حيث تتغير ارصدة الحساب بالعمليات التي جرت عليه خلال الفترة بشكل دوري.